# Клуб Боливар
Клуб Боливар е боливийски футболен клуб от град Ла Пас.
Това е един от най-големите и успешни боливийски футболни отбори. Мачът му с местния съперник от града Дъ Стронгест, който също е сред най-успешните от страната, е известен като „Ел Класико“ на Боливия.